# Adolf von Koenen

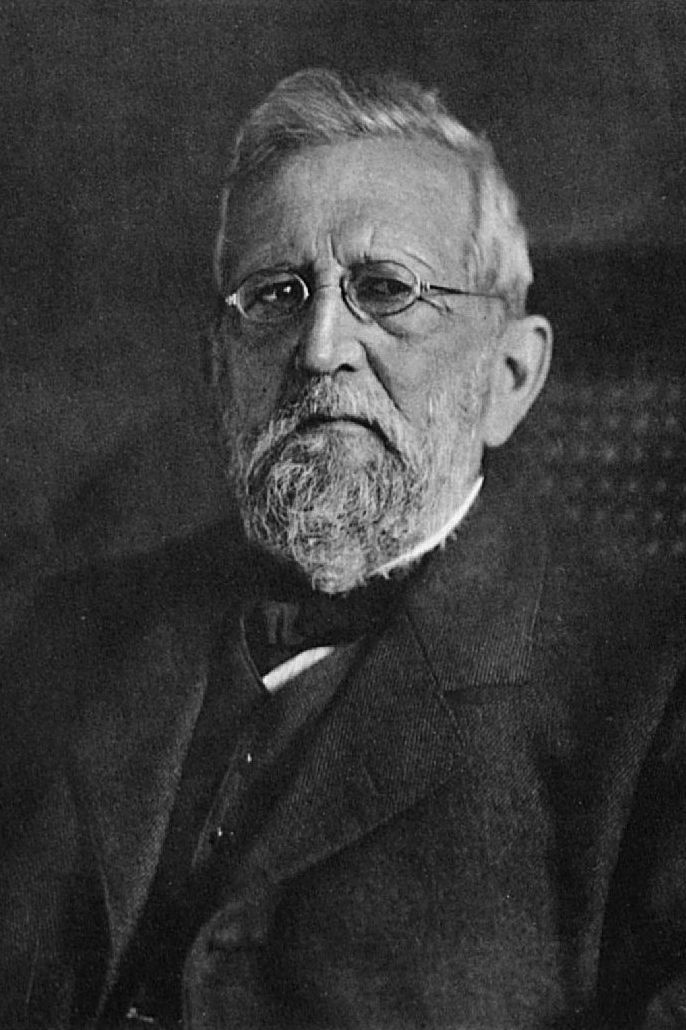
Adolf von Koenen (Aufnahmedatum unbek.)

Adolf von Koenen (* 21. März 1837 in Potsdam; † 5. Mai 1915 in Göttingen) war ein deutscher Geologe und Paläontologe.

## Leben
Sein Vater war Oberregierungsrat Otto Moritz Wilhelm von Koenen und von Koenen ging in Berlin, Schulpforta und Breslau zu Schule. Im Herbst 1858 verließ Adolf das Berliner Friedrichs-Gymnasium als Abiturient. Zunächst machte er im Wettiner Kohlenbezirk, im Mansfelder Kupferschieferabbau und auf Staßfurter Saline praktische Lehre als Bergmann in Vorbereitung des höheren Dienstes im Bergbau. Er studierte dann in Berlin zunächst Bergbau, wechselt dann aber unter dem Einfluss von Ernst Beyrich zur Geologie und Paläontologie und fand hier auch sein späteres Hauptarbeitsgebiet, Paläontologie und Stratigraphie des Tertiärs. Nach Studienreisen durch Belgien, England und Frankreich wurde er 1865 über das Unteroligozän von Helmstedt promoviert. Er habilitierte sich 1867 in Marburg bei Wilhelm Dunker. 1873 wurde er zum außerordentlichen, 1878 zum ordentlichen Professor in Marburg ernannt. In Marburg hielt er Vorlesungen über Geologie, Mineralogie und Paläontologie. 1881 ging er als ordentlicher Professor der Geologie und Nachfolger von Karl von Seebach nach Göttingen. Er war Geheimer Bergrat. 1907 trat er von seinem Lehrstuhl zurück, blieb aber wissenschaftlich aktiv. Von Koenen hatte in Göttingen, wo er nur noch Geologie und Paläontologie lehrte, viele bedeutende Schüler.
Neben regionaler Geologie und Tektonik besonders von Niedersachsen und Paläontologie (über die unterschiedlichsten Epochen vom Devon bis Quartär) war er auch als angewandter Geologe tätig (Kalisalzabbau, Hydrogeologie, Landwirtschaft wie eine Bodenkarte der Gegend nördlich Hildesheim).
1881 wählte ihn die Göttinger Gesellschaft der Wissenschaft zum ordentlichen Mitglied ihrer Mathematisch-Physikalischen Klasse. Im Jahr 1883 wurde er zum Mitglied der Leopoldina gewählt. 1904 wurde er als korrespondierendes Mitglied in die Preußische Akademie der Wissenschaften und 1907 in die Russische Akademie der Wissenschaften in Sankt Petersburg aufgenommen. Der Académie royale des Sciences, des Lettres et des Beaux-Arts de Belgique gehörte er ab 1904 als assoziiertes Mitglied an.
Er war Ehrendoktor der TH Hannover.

## Familie
Er heiratete am 31. August 1867 in Aachen Lavinia Konopacki aus Bromberg, die 1897 starb.

## Schriften
- Über die oligocänen Tertiärschichten der Magdeburger Gegend. In: Zeitschr. d. Dt. Geol. Ges., 1863, S. 611–618
- Fauna der unter-oligocänen Tertiärschichten von Helmstädt. Starcke, Berlin 1865.
- Ueber Conorbis und Cryptoconus, Zwischenformen der Gattungen Casus und Piekratoma. Kassel 1866.
- Beiträge zur Kenntnis der Molluskenfauna des norddeutschen Tertiärgebirges. Kassel 1867.
- Beiträge zur Kenntnis der Crinoiden des Muschelkalks, Abh. Kgl. Ges. Wiss. Göttingen, Band 34, 1887, S. 1–42
- Das marine Mitteloligocän Norddeutschlands und seine Molluskenfauna. Fischer, Kassel 1867–68.
- Über die unteroligocäne Tertiärfauna von Arolsen; Mosk. 1868
- Über das Ober-Oligocän von Wiepke. In: Archiv des Vereins der Freunde der Naturgeschichte in Mecklenburg, 22. Jg., Güstrow 1869
- Das Miocän Norddeutschlands und seine Molluskenfauna. Kay, Kassel 1872. (Digitalisat)
- Kulmfauna von Herborn. Stuttgart 1879.
- Über eine paläocäne Fauna von Kopenhagen. Dieterich, Göttingen 1885.
- Über Dislokationen westlich und südwestlich vom Harz. Schade, Berlin 1885. (Digitalisat)
- Das norddeutsche Unter-Oligocän und seine Molluskenfauna, Berlin 1889–1894, 7 Lfgg. (= Abhandlungen zur geologischen Specialkarte von Preussen und den Thüringischen Staaten, Band X, 1–7)
- Über Fossilien der unteren Kreide am Ufer des Mungo in Kamerun. Abh. Kgl. Ges. Wiss. Göttingen. Math.-Phys. Kl. Neue Folge, Band 1(1)(1897): 1–48
- Über Fossilien der unteren Kreide am Ufer des Mungo in Kamerun. Abh. Kgl. Ges. Wiss. Göttingen. Math.-Phys. Kl. Neue Folge, Band 1(1)(1898): 49–65
- Die Ammonitiden des norddeutschen Neocom (Valanginien, Hauterivien, Barremien und Aptien). Abh. Kgl. Preuß. Geol. Landesanstalt und Bergakad. 24 (1902) : 1–567
- Über die untere Kreide Helgolands und ihre Ammonitiden. Abh. Kgl. Ges. Wiss. Göttingen. Math.-Phys. Kl. Neue Folge, III2 (1904): 37–63